# Перфумо, Роберто
Робе́рто Альфре́до Перфу́мо (исп. Roberto Alfredo Perfumo; 3 октября 1942, Саранди — 10 марта 2016, Буэнос-Айрес) — аргентинский футболист, защитник. Участник двух чемпионатов мира.

## Биография
Роберто Альфредо Перфумо родился в Саранди, провинции Буэнос-Айреса. Он начал выступления в команде «Пильгуй», команде из своего квартала. В 1960 году Перфумо дебютирует в молодёжном составе клуба «Ривер Плейт», в 5-м дивизионе чемпионата Аргентины. В 1961 году Перфумо переходит в клуб «Расинг» из Авельянеды, вначале играя как форвард, а затем переместившись на роль левого центрального защитника. Его дебют пришёлся на матч с «Феррокарриль Оэсте» (1:0 победа «Расинга»), в котором он произвёл огромное впечатление на Нестора Росси, тренера сборной Аргентины. В «Расинге» Перфумо вырос в одного из лучших центральных защитников Аргентины, выиграв последовательно чемпионат Аргентины, Кубок Либертадорес и Межконтинентальный кубок. Во всех этих турнирах Роберто был в центре внимания, как главный оплот обороны своего клуба. Большую роль в становлении Перфумо, как защитника, сыграл Хуан Хосе Писсути, который поставил игрока в оборону.
В то время как в клубе у Перфумо всё складывалось хорошо, в сборной всё было не так гладко. Он дебютировал в главной команде в 1964 году, играя в квалификационном турнире к Олимпиаде в Токио. Участвовал на чемпионате мира 1966. В 1969 году, на отборе к чемпионату мира 1970, в матче с Перу, Перфумо был удалён. Критика, обрушившаяся на футболиста, да и всю сборную, не попавшую на чемпионат мира, в целом, в средствах массовой информации была в тягость футболисту, и он переехал в Бразилию, играть за «Крузейро». В «Крузейро» Перфумо стал за 3 года 3-кратным чемпионом штата Минейро. Всего за сборную Перфумо провёл 37 встреч.
В 1974 году Перфумо вернулся в Аргентину, играть за «Ривер Плейт», с которым он выиграл два чемпионата Метрополитано и один Насьональ. Он участвует в чемпионате мира 1974. Роберто Альфредо Перфумо заканчивает футбольную карьеру в 1978 году в возрасте 35 лет.
В 1981 году Перфумо пробует себя в роли тренера клуба «Атлетико Сармиенто», 10 лет спустя он руководит «Расингом», а в 1993 году принимает «Химнасию и Эсгриму», с которой выигрывает Кубок столетия, посвящённый столетию Аргентинской футбольной ассоциации.